# Cantiers
Cantiers település Franciaországban, Eure megyében. Lakosainak száma 226 fő (2018. január 1.). Cantiers Authevernes, Cahaignes, Fontenay, Guitry és Mouflaines községekkel határos.

## Népesség
A település népességének változása:
| Lakosok száma | 125  | 92   | 99   | 164  | 203  | 198  | 210  | 233  | 228  | 226  |
|               | 1962 | 1968 | 1982 | 1990 | 1999 | 2008 | 2011 | 2013 | 2017 | 2018 |